# 日本語訳聖書
日本語訳聖書（にほんごやくせいしょ）は、キリスト教などの聖典である聖書を日本語に翻訳したものである。聖書の日本語訳は、16世紀半ばのキリスト教伝来時から各教派により行われ、近現代には聖書学者らによる個人訳なども多数公刊されている。

## 概要
聖書の日本語訳は、断片的な試みも含めれば、16世紀半ばのキリスト教伝来時より行われてきた。ただし、江戸幕府による禁教以前の翻訳は、若干の断片を除いて伝わっていない。その後、19世紀半ば以降、プロテスタント宣教師によって次々と翻訳が試みられた。初期の翻訳はギュツラフ、ヘボンなどの外国人宣教師が中心であったが、最初の組織的な翻訳である委員会訳（いわゆる「明治訳」。新約1880年、旧約1887年）では日本人協力者の貢献も小さくはなかった。明治訳の新約部分は大正時代に改訳版（いわゆる大正改訳、1917年）が出され、日本語表現にも多大な影響を与えた名訳として、今なお愛好する人々がいる。ほか、太平洋戦争以前には、カトリックのいわゆるラゲ訳や日本正教会訳の新約聖書なども刊行された。
戦後になると日本聖書協会が口語訳聖書（新約1954年、旧約1955年）、ついでカトリックとプロテスタントによる共同訳聖書（新約のみ、1978年）、新共同訳聖書（1987年）を刊行した。新共同訳聖書は20世紀末から21世紀初頭の日本では最も広く用いられる聖書となった。日本聖書協会以外からも、カトリックではバルバロ訳、フランシスコ会訳などが、プロテスタントでは新改訳などがそれぞれ刊行されており、ほかにも宗派的な不偏性を謳う岩波委員会訳など、様々な観点での組織訳・個人訳などが、部分訳も含めれば数え切れないほどに刊行されている。

## キリスト教伝来から19世紀初頭まで
キリスト教は、1549年（天文18年）に日本へ伝えられた。フランシスコ・ザビエル (Francisco Xavier, SJ) の日本布教のきっかけとなったヤジロウの書簡から、ヤジロウがマタイによる福音書を（部分的にせよ要約的にせよ）翻訳した可能性はあるものの、実物は残っていない。1563年（永禄6年）頃までには、イエズス会士のフアン・フェルナンデス（J.Fernandez, SJ）が、『新約聖書』のうちの四福音書（マタイ、マルコ、ルカ、ヨハネ）を翻訳していたらしいが、平戸の北部にある度島での火災で原稿が焼失してしまった。
その後、『日本史』などの著作で知られるルイス・フロイス（Luis Frois, SJ）が、典礼用に四福音書の3分の1ほどを訳すなど作業を続け、1613年（慶長18年）頃までにはイエズス会が京都で『新約聖書』全体を出版したらしいことも確認されている。しかし、このイエズス会訳新約聖書は現存しない。日本語訳聖書の現存する最古の断片は、アレッサンドロ・ヴァリニャーノが編纂した『日本のカテキズモ』（カテキズム）の訳稿に近い和文で、ポルトガルのエヴォラ図書館の古屏風の下張りから発見された。1580年前後と推測される最古の断片には、旧約聖書のコヘレトの言葉（3章7節）、イザヤ書（1章11節、16-17節）、シラ書（2章12節ほか）の断片が含まれる。他にも、福音書の受難物語部分をまとめた『御主ゼス キリシト御パッションの事』はフェルナンデスの訳稿焼失の前後にその写本が各地の教会で読まれていたらしいことが窺われる。これは1591年にバレト (Manoel Barreto, SJ) がまとめた、いわゆる「バレト写本」や、1607年に長崎で刊行されたローマ字本『スピリツアル修行』の中にも見出すことが出来る。これら二書に収められた『御主ゼス キリシト御パッションの事』はほぼ同一であり、フェルナンデス訳とは別に某イエズス会士によって訳されたらしいが、名前は伝わっていない。以下、『スピリツアル修行』から、『御主ゼス キリシト御パッションの事』を一部引用する（マタイ26:26-29,一部ルカ22:19挿入）。
『バレト写本』には、福音書の様々な抜粋が含まれており、その分量は福音書全体のおよそ3分の1に及ぶ（訳例は#マタイ福音書の比較参照）。ほか、カテキズムをまとめた『どちりなきりしたん』なども刊行された。しかし、日本におけるキリスト教は、前述のイエズス会訳新約聖書の出版がなされた頃から厳しく禁止された。1630年（寛永7年）にはキリスト教関係の書物輸入が禁じられ、少なくとも表面上キリスト教文献は消えた。もっとも、漢籍やオランダ書のキリスト教文献が小規模ながらも密輸されており、聖書に関する知識は細々と日本に入っていた。また当時、ヨーロッパ由来の歴史書には世界の起源を聖書に依拠している例も少なからずあり、その影響を強く受けた山村昌永の西洋史叙述は幕末までの西洋史書の土台となった。のみならず、蘭学者にはキリスト教に理解を示していた例が見られ、中には、平戸藩領主・松浦静山のように、聖書の注解書（現存分だけで14巻）を手に入れて密かに蘭学者に翻訳させていた例もある。また、復古神道の大成者である平田篤胤が著した『本教外篇』の中には、山上の垂訓そっくりの記述が現れる。これは、漢籍のキリスト教文献からの剽窃であることが実証されている。
| 平田篤胤『本教外篇』         | 義の為にして。窘難を被るものは。すなはち真福（にて）その己に天国を得て処死せざると為るなり。 |
| 山上の垂訓（文語訳マタイ伝） | 幸福なるかな、義のために責められたる者。天國はその人のものなり。（マタイ5:10）               |

なお、篤胤は国生みの神話をアダムとエバに対比させることもしている。

## プロテスタントによる聖書和訳

### ギュツラフ及び初期の翻訳
19世紀になると、中国や日本の開国とキリスト教解禁を睨んで、プロテスタント宣教師たちが日本国外で聖書の漢訳・和訳事業を進めた。たとえば、カール・ギュツラフ（Karl Friedrich Augustus Gützlaff, LMS）は、マカオで漢訳『神天聖書』などを参照しながら日本人漂流民音吉らの協力を得て『ヨハネによる福音書』を翻訳し、『約翰福音之伝』（1837年、約翰はヨハネの音訳）として、アメリカ聖書協会の経済的支援によりシンガポールのアメリカン・ボード出版局堅夏書院より出版した。このギュツラフ訳が実質的に最古の日本語訳聖書と位置づけられることもしばしばである。ちなみに、音吉たちは尾張国（現在の愛知県美浜町）の出身であったため、この聖書にはアスコ（あそこ）、アヨブ（あるく）、アーヌイテ（見あげて）などの尾張方言が見られる。
この翻訳は現存する刊本の校合から、少なくとも3刷を数えたものと推測されている。この訳業は、時期と熱意は評価されているものの、訳文そのものの評価は高くない。それでも、『基督教研究』誌で1938年に復刻されたのをはじめ、長崎書店（1941年）、新教出版社（1976年）、雄松堂書店（1977年）などによって何度も復刻されている。また、ギュツラフは同じ年にヨハネ書簡の翻訳（『約翰上中下書』）も公刊しているが、『約翰福音之伝』が開国まもない頃の日本に持ち込まれたのに対し、『約翰上中下書』は持ち込まれることがなかった。なお、1911年の英国外国聖書協会図書館の目録には、ギュツラフが新約全体と旧約の一部の翻訳を完成させていたという記述がある。従来、この記述を裏付けるような痕跡は見つかっていなかったが、2012年に吉田新がボドリアン図書館付属日本研究図書館で調査した際に、ギュツラフが訳した可能性がある『ローマの信徒への手紙』の逸文を発見した。これはイギリス国教会の司祭でもあった東洋学者ソロモン・マランの手稿に転記されていたものである。
また、サミュエル・ウィリアムズ（Samuel Wells Williams, ABCFM）も、マカオで『馬太（マタイ）福音伝』を1830年代末に訳している。この稿本は、後に託されたサミュエル・ロビンス・ブラウンの自宅火災などによって失われたが、肥後国出身の在マカオ漂流民、原田庄蔵の手による写本（1850年）が1938年に長崎で発見されており、それによって内容が伝わっている。また、この写本にはウィリアムズによるヨハネ福音書の試訳も5章9節まで収められている。これは神を「テンノツカサ」（天の司）と訳すなどの違いはあるものの、その表題（『約翰之福音伝』。ギュツラフ訳とは「之」の位置が異なる）も含めて、ギュツラフの訳文と酷似している（#ヨハネ福音書の比較も参照）。なお、ウィリアムズは創世記も訳したらしいが、その草稿は伝わっていない。
禁教下の琉球王国で強引に布教を始めたバーナード・ジャン・ベッテルハイム (Bernard J.Bettelheim) は、1847年にルカ福音書から始めて、1851年までに四福音書、続けて使徒言行録（使徒行伝）、ローマの信徒への手紙（ローマ書、ロマ書）を琉球語に訳した。しかし、琉球王国から退去を余儀なくされ、1855年に香港で上記の琉球語訳を『路加（ロカ）伝福音書』、『約翰伝福音書』、『聖差言行伝』（使徒言行録）、『保羅寄羅馬人書』（ポウロ ロマびとによするのしょ）として出版した。この時点でのベッテルハイムは琉球語訳が日本本土の布教に使えると考えていたのだが、本土の日本人には理解が難しいことを悟ると方向転換し、漢和対訳の新約聖書翻訳を企画した。そして、1858年にイギリス聖書協会より、漢和対訳『路加（ルカ）伝福音書』を出版した。この著作は、明治初期の日本伝道で活用された。ベッテルハイムは、この後も残りの福音書を出版するつもりであったが、既に別途に聖書翻訳事業にとりかかっていたジェームス・カーティス・ヘボンが否定的な意見を述べたこともあって出版が遅れた。ベッテルハイムの日本語訳には琉球語が混じっており、日本人にも理解が困難とされたのである。出版されないままだった草稿のうち、マタイ伝、マルコ伝はイギリス聖書協会に残っていることが知られていた。残るヨハネ伝の草稿は行方不明のままだが、前出のマランの手稿（1853年）に転記されている。ベッテルハイムはその後、シカゴで知り合った日本人の協力を受けて翻訳・改訳を進めており、死後の出版になるが、1873年に『約翰伝福音書』、『路加（ロカ）伝福音書』、翌年には『使徒行伝』がオーストリアで出版されることとなる。
前出のマランの手稿には、マラン自身が訳したと思われるヤコブの手紙の全訳も含まれる。これはヤコブの手紙の通説的な初訳時期を大幅に遡るだけでなく、ギュツラフやベッテルハイムと違い、日本上陸をせず、日本人協力者の手すらも借りずにヨーロッパ人が独力でなしとげた点でも特異である。なお、この底本は欽定訳聖書であったと考えられている。
日本は1854年（嘉永7年）に日米和親条約、1858年（安政6年）に安政五カ国条約を結び、開国に至った。幕末の日本はまだ禁教下ではあったものの、宣教師たちが続々と入国し、日本伝道がいずれ解禁される時のための準備が進められた。この伝道準備の中の重要課題は、聖書翻訳であった。当初、日本に滞在した宣教師たちは、漢訳のキリスト教書籍を持ち込んで密かに頒布し、布教に努めた。ヘボン（後述）の見立てでは「すべての教養ある日本人は、（中略）我々がラテン語を読むのと全く同様に、困難もなくシナ語の聖書を読むことができる」とされたからである。他方で、ヘボンは該当する日本人を成人全体の50分の1以下と見積もっており、漢文の読めない大多数の一般人に布教するには、平易な日本語訳聖書を必要とした。
日本国内で最初に翻訳聖書を出版したのは、バプテスト派の宣教師で1860年（万延元年）に入国したジョナサン・ゴーブル（Jonathan Goble, ABF）である。ゴーブルは、極貧のうちにあって靴直しで糊口をしのぎながら、ギリシャ語本文からの口語和訳に挑んだ。原典翻訳を称してはいるが、彼は所属していた団体の欽定訳聖書改訳運動に影響されており、特にコナント (T.J.Connant) が刊行した詳注付き新約聖書（欽定訳改訳の試訳版）への依存度が大きかった。このコナント版の刊行は1864年のことで、彼の翻訳は同じ年に始まっている。彼が訳したマタイ福音書は、1871年（明治4年）に『摩太（マタイ）福音書』として東京で出版された。版木屋は中身が聖書であることを知らずに引き受けたという。ゴーブルの方針は、新約聖書で用いられているギリシャ語（コイネー）が日常語であることに鑑み、俗語も交えた平易な日常語で訳すというものであった。その訳業は、バプテスト派の漢訳聖書『聖經新遺詔全書』（1853年）を書き下すことから始まったとされるが、平仮名書きのその文体には漢訳聖書の影響は希薄である（#マタイ福音書の比較参照）。
ゴーブルは他の宣教師と折り合いが悪く、単独での日本語訳権をアメリカ聖書協会に請求して拒否される一幕もあった。これはアメリカ聖書協会が、特定の教派に偏らない翻訳方針を示していたヘボンの反対意見を受け入れたためで、ゴーブルは上述のように独立独歩でバプテスト派の解釈に基づく翻訳を行った。彼は、四福音書全体と使徒言行録も訳したとされるが、その稿本は残っていない。彼の翻訳は俗語交じりであることから、その訳文はあまり評価されていない。なお、ゴーブルの聖書翻訳作業は、1873年（明治6年）に日本での活動を開始したバプテスト派宣教師、ネイサン・ブラウンに引き継がれた。

### ヘボンによる聖書和訳事業
日本キリスト教史上の大立者であり、ヘボン式ローマ字の考案者として知られるジェームス・カーティス・ヘボン（James Curtis Hepburn, PN)は、アメリカ合衆国長老教会外国伝道局の宣教師であり、ギュツラフの『約翰（ヨハネ）福音之伝』を携えて1859年に自費で日本に渡り、活動した。医師業の傍ら、同年より日本で宣教していたサミュエル・ロビンス・ブラウン（Samuel Robbins Brown, RCA）とともに聖書翻訳事業を開始し、1861年ごろからマルコ福音書の翻訳に取り掛かった。ヘボンもブラウンも中国宣教経験があって漢文が読めたことから、翻訳は漢訳聖書の読み下しから始まった。底本と推測されているのは「代表訳」と呼ばれる漢訳『新約全書』（上海、1852年）、およびブリッジマンとカルバートソンの漢訳『新約全書』（寧波、1859年）で、ヘボンによるマタイ福音書の訳語（後に公刊された版による）には、後者の影響の強さが指摘されている。1860年代の前半には他の福音書や創世記、出エジプト記の一部が訳されたらしいが、この時期の訳稿は現存していない。ヘボン、ブラウンの訳業には、バラ (J. H. Ballagh, RCA)、タムソン (David Thompson, PN)  ら宣教師および日本人の矢野隆山、奥野昌綱らが協力した。
ヘボン、ブラウンらはこの翻訳に何度も改訂を加えていったが、前述のゴーブルが個人訳を出版したことから協力者たちと共に彼らの翻訳の完成を急いだらしい。途中、ブラウン宅の失火による原稿焼失などのトラブルを乗り越えつつ、奥野昌綱の奔走などもあって、まだ禁教下であった1872年に『新約聖書馬可（マコ）伝』『新約聖書約翰（ヨハネ）伝』、禁教が解かれた1873年に『新約聖書馬太（マタイ）伝』を出版している。漢文直訳調を避けて一般人に分るようにしながら、それでいて文語の格調を失わないように工夫することが志向された。確かに文語表現に成熟が見られ、文体の統一も進んだことは評価されるが、他方で漢文訓読体が残存している要素なども指摘されている。

### 明治訳

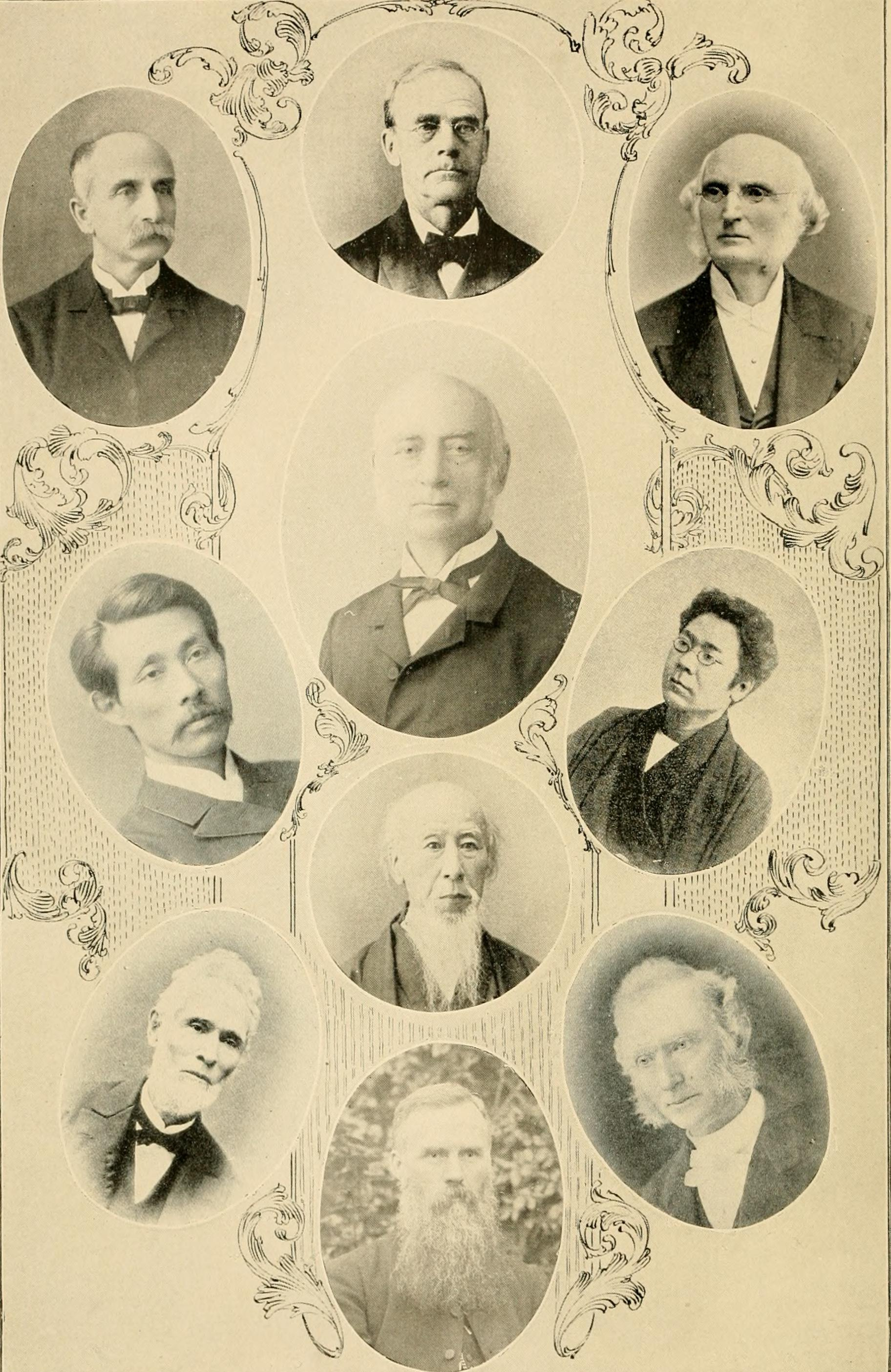
明治訳の立役者たち。左列上からグリーン、松山、N・ブラウン。中央上からG・フルベッキ、ヘボン、奥野、ファイソン。右列上からS・R・ブラウン、高橋、マクレイ

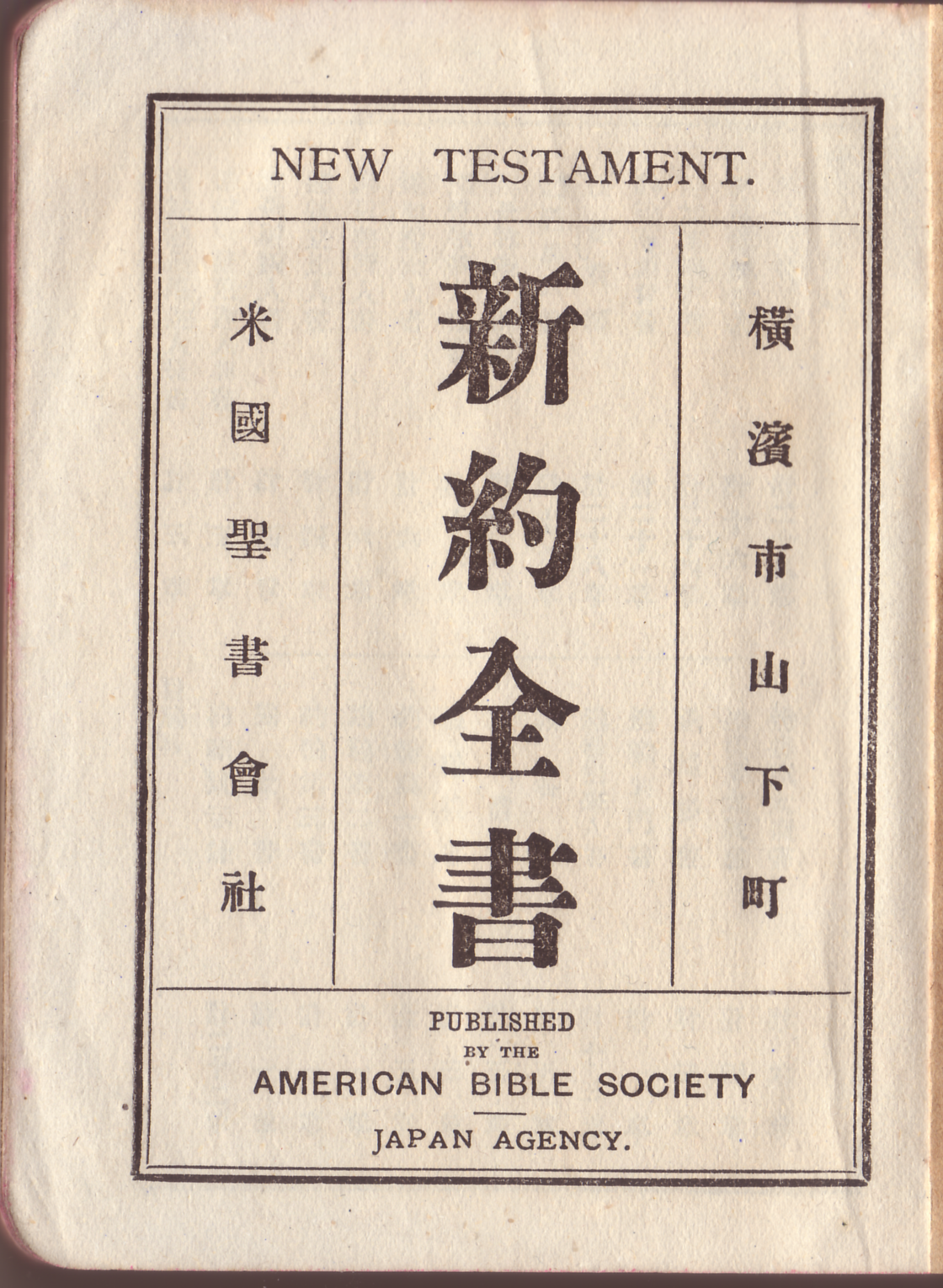
『新約全書』、1904年（明治37年）版

ヘボンらの翻訳作業は、1872年に開催された日本在留ミッションの第一回在日宣教師会議において決議された新約聖書の共同翻訳事業に引き継がれることになる。いわゆる翻訳委員社中の結成である。この会議の参加団体はアメリカ合衆国長老教会（ヘボン）、アメリカ改革派教会（ブラウン）、アメリカン・ボード（グリーン）の3団体に過ぎなかった（括弧内は委員に選出された者）。参加を呼びかけられていた英国聖公会、米国聖公会、ロシア正教会は欠席したが、翻訳委員会の第1回会合（1874年）には、上記3委員のほか、J・パイパー（英国聖公会宣教協会）、N・ブラウン（バプテスト教会）、R・S・マクレイ（メソジスト監督教会）、W・S・ライト（イギリス海外福音伝道会）、H・ワデル（スコットランド一致長老教会）、クインビー（H. J.Quinby, 米国聖公会）、G・コクラン（カナダ・メソジスト教会）など各派から出席者があり、前出のゴーブルも参加していた。日本人では奥野昌綱、松山高吉、高橋五郎らが協力した。
翻訳は新約聖書から始まり、底本はテクストゥス・レセプトゥスのギリシャ語本文で、あわせて欽定訳の英文も参照するものと決められていた。日本人協力者はギリシャ語本文を読めなかったため、ブリッジマン、カルバートソンの漢訳聖書『旧新約全書』（1863年 - 1864年）に依拠したものと考えられている。1874年から作業が開始され、完成した訳稿はすぐさま分冊として1875年ないし76年から順次出版されて1880年に全17冊が完結した。その完結と同じ1880年には奥野などが参加した再検討を踏まえて訂正した上で合冊し、『新約全書』が刊行された。さらに同じ年にはパイパー作成による引照付きの聖書も刊行され、ほかにひらがな版、真片仮名版（漢字・カタカナ表記）、老人用の四号活字版などが相次いで刊行された。出版は米国聖書会社、大英国聖書会社、北英国聖書会社が引き受け、その総発行部数は1881年の1年間だけで10万3千部に達したという。

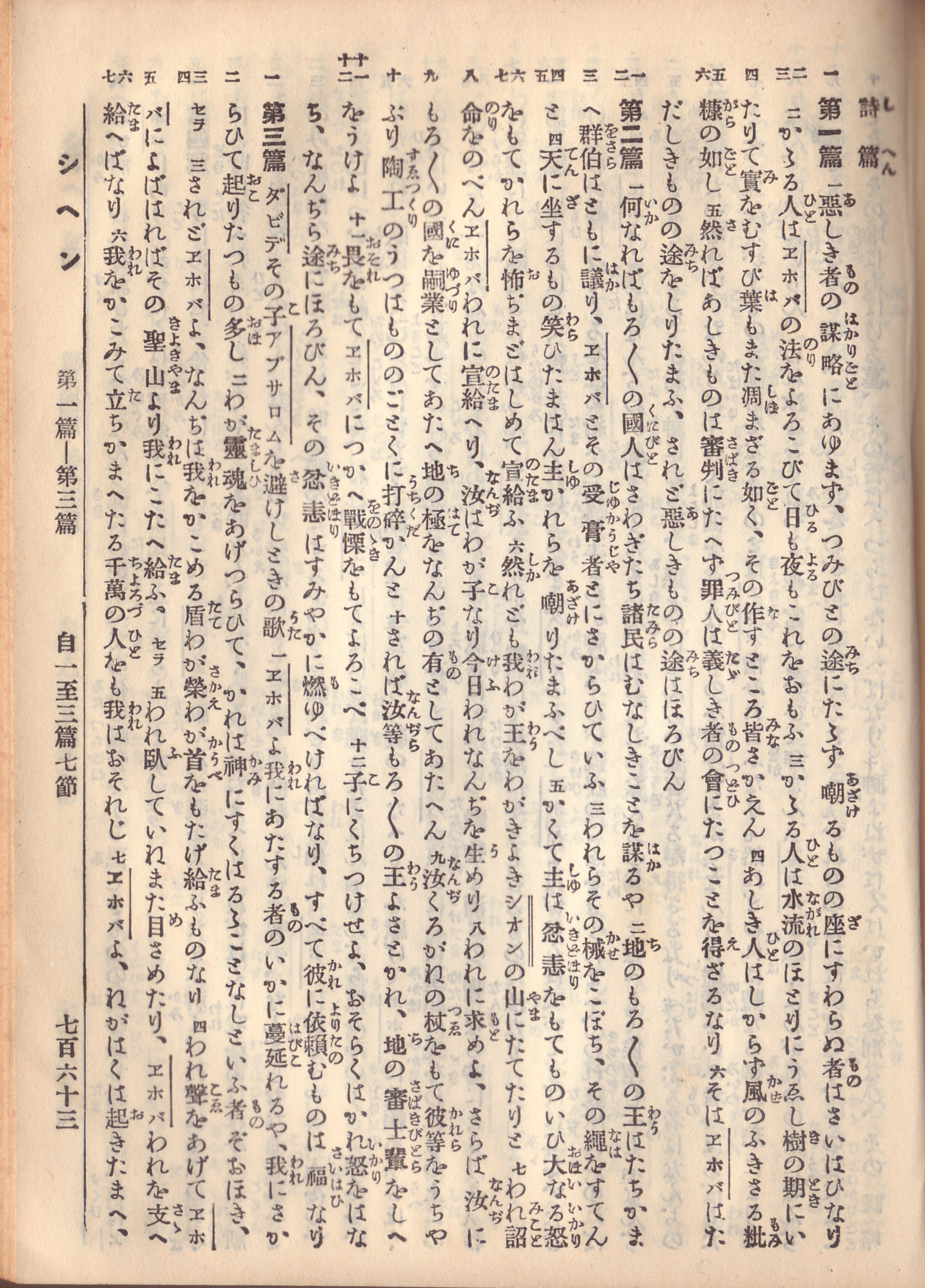
明治訳の詩篇の冒頭

旧約聖書については断片的な翻訳が存在していたが、1873年頃からディビッド・タムソン (David Thompson, PN) が創世記の翻訳作業に入っており、1876年にはタムソンに3人の宣教師が加わって東京聖書翻訳委員会を結成した。1878年に12名の宣教教会代表者からなる聖書常置委員会（第2次委員会）に改組されたが、これは1882年に再改組され、翻訳の中心は最終的にヘボン、ファイソン、フルベッキとなった。こうした動きに対し、日本人たちも聖書翻訳に主体的に関わろうと委員会を組織し、常置委員会とも交渉したものの、経済的理由などからまもなく解散し、日本側委員に名を連ねていた松山高吉、植村正久、井深梶之助がヘボンらの翻訳に協力するにとどまった。旧約の翻訳は、1882年から順次分冊を発行して1887年に完成した。新約・旧約合わせてこの翻訳作業に関わり続けたのはヘボン一人であり、個人訳時代から数えれば20数年の歳月をかけた事業である。
これらの聖書は「委員訳」、「委員会訳」などの通称のほか、現在では「明治訳」あるいは（後述する大正改訳の元になったという意味で）「元訳」とも呼ばれる。また、明治元訳という呼び方もある。訳者たちは親鸞伝と福沢諭吉翻訳の児童向け読み物、あるいは貝原益軒の文章を日本語のモデルにしたと言われているが、文体については誰でも分るやさしいものにするという考え方と、格調の高い漢文風にしようという二つの方法論が常に対立していた。後者は補佐として加わった日本人達の意見であり、前者は主にブラウンらの宣教師側の意見だった。その結果として独自の和漢混交体での翻訳となった訳だが、漢文に親しんでいた教養ある信徒には珍妙な日本語として軽蔑されたとも言われている。実際、米国聖書協会はそうした人々に向けて、ブリッジマン、カルバートソンの漢訳聖書の訓点本（訓点者は松山高吉とされる）を1878年から1888年にかけて何度も出版した。文体に対する否定的な評価だけでなく、誤訳の多さも指摘された。その一方で、上田敏は「明治の大翻訳」と褒め称え、特に旧約聖書の詩篇については「筆路頗る雅健なり」と絶賛したほどで、日本文学への影響も大きかった。
明治訳の影響は日本文学にとどまらず、朝鮮語訳の新約・旧約聖書が最初に揃った完訳『韓国語聖書』（1911年）の翻訳および『韓国改訂訳聖書』（1938年）の改定作業にも影響を与えることになる。
なお、バプテスト派のネイサン・ブラウンは、バプテスマの訳語をめぐる神学・礼拝上の対立や、平易な翻訳を目指す方針上の対立から独自の分冊版を刊行しはじめた。そして、1876年には翻訳委員社中を正式に脱退し、明治元訳よりも8か月早く『志無也久世無志与』（しんやくぜんしよ、1879年）を上梓した。この翻訳にはバプテスト派最初の日本人牧師川勝鉄弥が大きく貢献しており、ブラウンの訳文を全面的にチェックしていたとされる。このブラウン訳は、川勝やウィリアム・ホワイトらによって漢字交じりの改訂を受け、ブラウンの没後に『新約全書』（横浜浸礼教会、1886年）となった。ただし、後に改訳委員会にメンバーを送った代わりに、バプテスト派は独自の翻訳の刊行を取りやめることになる。

### 大正改訳

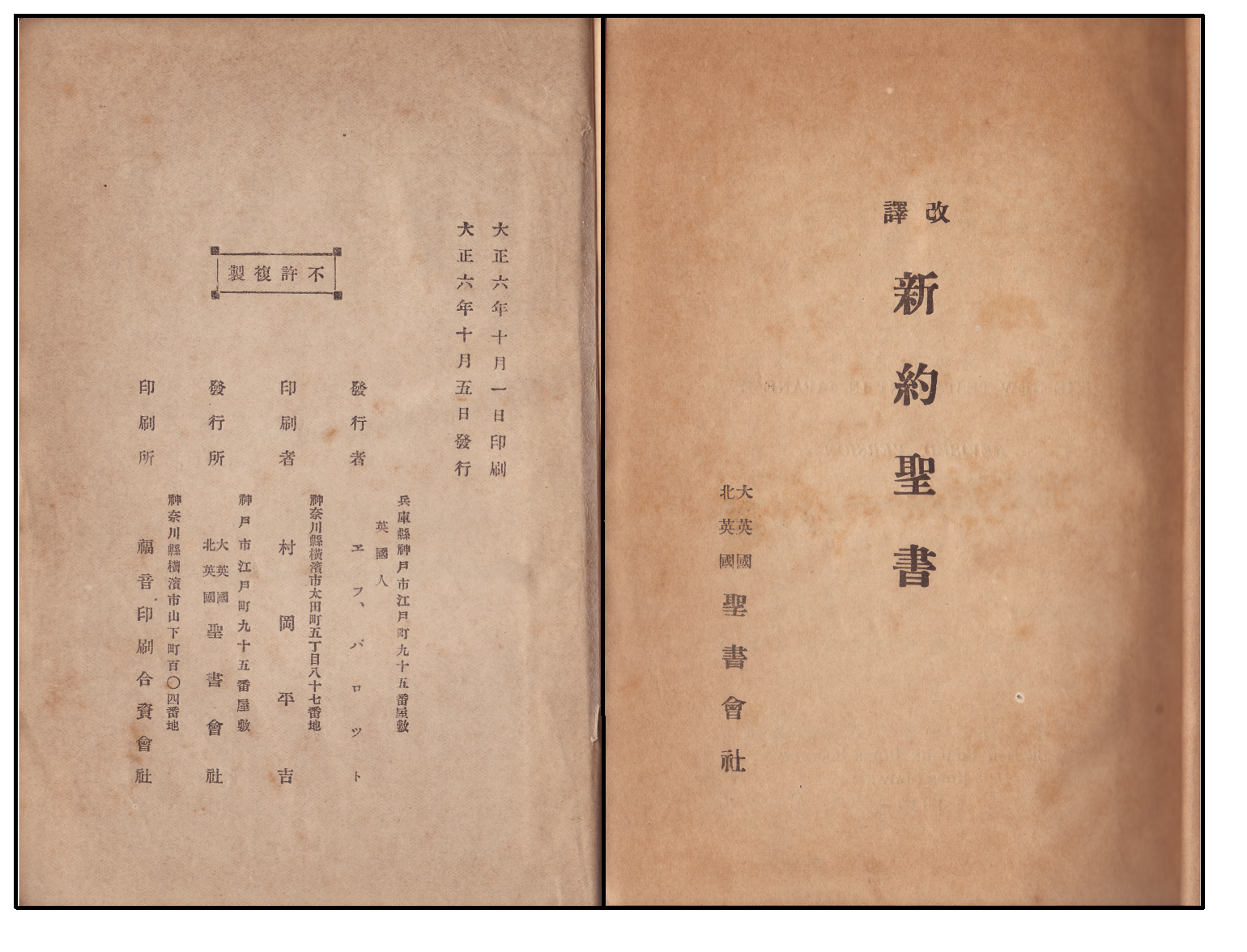
大正改訳初版（大英国・北英国聖書会社版）の標題紙・奥付。同日に米国聖書会社からも刊行された。

さて、明治訳を評価する声もあったとはいえ、完成直後から改訳の声が上がっていた。これは、明治訳が外国人宣教師たちの委員会による訳であり、不自然な日本語がまだまだ多かったこと、誤訳が散見されたこと、そして底本であった欽定訳も1885年に改訳され、改訂版聖書 (Revised Version, RV) が公刊されたことなどによる。その結果、様々な立場から改訳が試みられ始めた。そんな中、1906年に福音同盟会（日本のプロテスタント諸派の親睦組織）が教会同盟に改組されるのに合わせて、改訳のために委員が選出された。前出の外国人宣教師を中心とする聖書常置委員会や3聖書会社からもこれに協力していく意向が示されたが、教会同盟の正式発足が先送りされたことに対応し、結局は常置委員会が主導する改訳委員会が1910年に成立した。とはいえ、その委員はグリーン、ダンロップら外国人宣教師4人と松山高吉、別所梅之助、川添万寿得、藤井寅一の日本人4人となっており、最初から日本人が正規委員として関与した点で明治訳とは異なっている。新約聖書の底本としてはネストレ版のギリシャ語校訂版とされたが、当初は入手できておらず、暫定的にウェストコット・ホート版で代用された。また、その翻訳に際し、問題箇所の読みは RV を参照することに決められており、ほかにシェルシェウスキーの漢訳、前出のN・ブラウン訳、日本正教会訳（後述）、ラゲ訳（後述）なども参考文献とされた。この改訳作業では、まず試訳として『マコ伝福音書』（1911年）が刊行された。この試訳に対しては「マコ」を「マルコ」とすべきことなども含め、色々な意見が寄せられた。委員会はそれらの意見も参照して、1917年に新約聖書全体の改訳を完成させ、『改訳 新約聖書』として出版した。これは「改訳」、「大正訳」、「大正改訳」などと呼ばれる。
明治元訳に比べて学問的な正確さが向上したことはもちろんだが、漢文調から和文を主とする文章に改められ、漢語に無理なルビを振ることは避けられ、日本語として読みやすくなったことが評価されている。また、それまで一定していなかったキリスト教用語もこの訳で安定したとされており、教会外の人にも多く読まれた結果、「狭き門より入れ」のように日本語のことわざ同然に使われている文章も改訳の中には数多くある。成句が使用される頻度についてはその後の改訳聖書も及ばないとされており、「日本の文学作品として十分に古典の位置を占めている」とも評されている。
なお、明治訳も大正改訳もプロテスタントの翻訳であり、他のアジア・アフリカ諸言語同様に米国聖書会社、大英国聖書会社、北英国聖書会社の資金援助の下に行われた事業である。そして1937年に設立された日本聖書協会に聖書翻訳事業は引き継がれる。
旧約聖書は1942年から改訳作業が進められたが戦後に口語訳に方針転換されたので、大正改訳には旧約聖書は含まれていない。文語訳は口語訳聖書刊行後も愛好者が絶えないため、日本聖書協会は明治訳の旧約聖書と大正改訳の新約聖書を合本して『文語訳聖書』として出版している。この文語訳を再編した短縮版は筑摩書房の世界古典文学全集にも収められた（1965年）。旧約の編集者は関根正雄、新約の編集者は木下順治であり、注が適宜加えられているが、訳文そのものは削除のみが認められ、改訳は一切認められない編集方針だったという。2014年には『文語訳新約聖書 詩篇付』が岩波文庫に収められ、2015年には旧約も全4巻（「律法」「歴史」「諸書」「預言」の4分冊）で順次刊行された。
なお、日本聖書協会はプロテスタント系であり、その聖書にはカトリックが第二正典と位置づける文書は含まれない。ただし、日本聖公会はそれらを含む外典の一部を受容しているため、アポクリファ翻訳委員会『旧約聖書続篇』（聖公会出版社、1934年）が刊行されている。これは1961年に聖公会宣教100周年を記念してそのまま復刻されたが、その後に改訂され、『アポクリファ（旧約聖書外典）』（1968年）となった。改訂に際しては改訂標準訳(Revised Standard Version, RSV) が参考にされた。

### 聖書協会の口語訳
第二次世界大戦後も、日本聖書協会は文語での旧約聖書の改訂を継続しており、詩篇（第1巻1948年、全訳1951年）、ヨブ記（1950年）の二書のみは文語改訂版が出版された。この詩篇の翻訳で、明治訳の「ヱホバ」が「主」に訳し直された。しかし、この改訳作業は中断され、口語訳へと切り替えられることとなった。その理由として日本聖書協会が挙げたのは、戦後教育で採用された「新かなづかい」と「漢字制限」に対応することであった。ただし、これに加えて、改訂標準訳（RSV, 新約1946年、旧約1952年）が現れたことが影響したという見解もある。1950年に口語訳聖書作成が決定され、翌年、松本卓夫、山谷省吾、高橋虔（以上、新約）、都留仙次、遠藤敏雄、手塚儀一郎（以上、旧約）が改訳委員に任命され、他にコンサルタントが任命された。先に刊行されたのは新約聖書で、1952年から1953年にかけて各福音書と使徒行伝が分冊で刊行された後、残りも含めた全訳が1954年に公刊された。その底本はネストレ版で、19版（1949年）から始まり、翻訳中に届いた20版（1950年）、21版（1952年）も参照したという。ただし、日本聖書協会では公式に認められていないが、その訳文の一致などからは、RSVが重要な参考文献の一つであり、それをそのまま訳出したと思われる箇所も少なくないことが指摘されている。旧約聖書のほうは1953年に創世記と出エジプト記が分冊で刊行され、全訳は1955年に公刊された。その底本はルドルフ・キッテルのビブリア・ヘブライカ第3版で、こちらについてはRSVの旧約部分が公刊される前に、アメリカ聖書協会の好意で未定稿を送ってもらい、大いに参考にしたことが公表されている。新約と旧約の合冊版はその年の内に刊行され、同年の毎日出版文化賞特別賞を受賞した。これは明治訳、大正改訳と違い、日本人の手でなしとげた最初の翻訳と言える。なお、口語体で書かれた和訳聖書はこの他にもカトリックのバルバロ訳など多種あるが、単に「口語訳」と言った場合には普通この1954年/1955年の日本聖書協会版を指す。ただし、「協会訳」、「協会口語訳」といった呼び方も存在する。
日本基督教団に属する教会では、1年でこの聖書へと切り替わったという。そして、刊行から10年間で旧新約聖書が86万部以上、新約聖書のみの版が42万部以上の計120万部以上が頒布され、文語訳に取って代わっていき、カトリックでもこの口語訳が使われることがあったという。この翻訳が分かりやすくなったという好評を得たのは確かである。しかし、その一方で、特に文体については悪評も相次いだ。作家で評論家の丸谷才一は、読者への訴求力や論理的明晰さ、さらに文章としての気品などをいずれも欠いており、冗長であると批判し、悪訳・悪文の代表としてとりあげた。批判的な文学者には塚本邦雄、木下順二らも挙げることが出来る。また、牧師の藤原藤男は冗長で迫力も締まりもない文体としたうえで、普通の訳文よりも語数が多くなるはずの塚本虎二訳（理由は後述）よりも明らかに字数が多いこと（4福音書全体で塚本訳は口語訳の9割程度の字数）をその一因として指摘している。ほかに、人称代名詞を不自然に統一したことが文体に悪影響を及ぼしたという指摘もあり、同様の指摘は敬語の統一についても存在する。他方で、文体への批判に対しては、古い訳への郷愁を差し引いて評価すべきなど、一定の擁護も見られる。RSVに依拠したことについても、むしろそれが質的向上に寄与した面を肯定的に評価する意見が複数あり、訳者たちが独自に判断した箇所について正当に評価する必要性も指摘されている。
後述する新共同訳聖書が登場するとそれに取って代わられるようになったが、2005年のアンケートでも、プロテスタント教会の19.2%ほどが、口語訳聖書を主に使っていると回答している。

### 聖書刊行会の新改訳

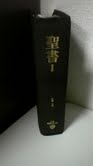
新改訳聖書（第3版）

プロテスタントの聖書信仰に立つ教派の聖書学者によって訳されたのが新改訳聖書である。日本聖書協会の口語訳は信仰的に自由主義神学（リベラル）的偏向を含み、キリストの神性を表現する観点から問題を指摘する意見があった。1959年のプロテスタント宣教百周年の年、プロテスタントは福音派（聖書信仰派）とエキュメニカル派（リベラル派）の二派に分かれ、福音派はエキュメニカル派から離れて日本宣教百年記念聖書信仰運動を展開し、翌年の1960年、日本プロテスタント聖書信仰同盟が発足した。この中に聖書翻訳委員会が設けられ、福音派の代表が日本聖書協会に抗議したが受け入れられなかった。そのため、いのちのことば社の協力を得て 日本聖書刊行会という組織が発足し、独自の翻訳が試みられた。新改訳と呼ばれたこの翻訳は1962年に始まり、ヨハネ福音書のみのパイロット版刊行（1963年）を経て、新約が1965年、旧約は1970年に完成した。新改訳の名称は、大正改訳をはじめとする先人の業績の上に成り立っていることを踏まえた名称である。翻訳に際しては、原典への忠実さ、翻訳の正確さ、聖書としての品位の保持などが掲げられた。また、礼拝での使用を重視し、耳で聞いて分かる訳文とすることにも配慮された。なお、英語訳聖書の中でも新アメリカ標準訳聖書 (NASB) へと引き継がれた伝統を尊重しているが、本文そのものが重訳であるという批判はあたらないと主張している。1978年に第2版、2003年に第3版、2017年に『新改訳2017』が刊行された。刊行された版の中には、新国際訳 (NIV) や新ジェームズ王訳 (NKJV) との対照版（対訳版ではない）もある。
2005年の日本聖書協会の調査では、プロテスタント教会のうち、24.8 %が新改訳聖書を主に用いている。藤原藤男は「福音的に九分九厘まで、安心して用いることのできるもの」と評しており、土岐健治は先行する訳を尊重しつつ改訂された訳として、「評価すべき点が多い」としている。その一方、藤原は訳語や表現にいくつも注文をつけており、第三版に至っても成瀬武史は表現面での不備と思われる箇所を多く指摘している。

## カトリック教会の聖書翻訳

### 明治時代から昭和戦前まで
プロテスタントと同時期に日本再布教に乗り出したカトリック教会ではあったが、教義上の理由から聖書翻訳を急務としたプロテスタントに比べて、翻訳事業は立ち遅れた。また、1865年以降、長崎県とその周辺で農民や漁民の隠れキリシタンが数万人という規模で発見されるに及んで、その司牧が教会の急務となり、翻訳事業に取り掛かる余裕が無くなってしまったことや、フランス系のパリ外国宣教会中心で、英米中心のプロテスタントに比べて知識人層への訴求力が弱かったとされることなども挙げられる。
当初は布教のための断片的な翻訳が行われるにとどまった。その例としては、ベルナール・プティジャンが手がけた『後婆通志與』（ごばつしよ、1873年）などがある。これは、禁教前の『スピリツアル修行』の復刊であり、福音書中のキリストの受難に関するくだりの訳を含んでいる。1895年になってようやくカトリック教会の聖書が『聖福音書 上』として出版される（下巻は1897年）。パリ外国宣教会のミシェル・スタイシェン（Michael Steichen, MEP）の口述を元に高橋五郎が翻訳したとされるものだが、ヘボンの協力者であり立教学校教授だった高橋がどのような経緯でカトリックの聖書翻訳に協力したのか、その事情は分っていない。なお、高橋は他にもクルアーンの翻訳などにも関与した。いずれにせよ、この事実は明治日本におけるカトリック知識人の少なさを示すものとされる。底本としたのはヴルガータ（カトリック公式のラテン語聖書）であるが、翻訳委員社中の明治元訳よりも遡った1872年のヘボン訳の影響が認められる。
これとは別にエミール・ラゲ（Emile Raguet, MEP）がヴルガータを元にネストレ版ギリシャ語聖書を参照しながら新約聖書の新訳に挑戦し、1905年の四福音書の翻訳に続き、1910年に近代以降のカトリックとして初めて新約聖書全体を発行した（通称・ラゲ訳）。これは私訳ではあるが、東京大司教の認可を受け、その後長く日本カトリック教会では標準訳のごとく扱われた。注釈を入れないことを伝統とした聖書協会のプロテスタント訳とは異なり、欄外に引照出典聖句、本文の意解、別訳、ラテン語訳とギリシャ語本文との異同などを簡潔明瞭に示している。また、日本人協力者の貢献の度合いなどは不明ながら、本文も流麗かつ学術的な装いも備えた日本語とされており、プロテスタントの中からも、藤原藤男のように「文章的にも、文体的にも、非常に優れたもの」と評する者がいる。藤原はまた、山上の垂訓の訳については大正改訳よりも優れていると評している（訳例は#マタイ福音書の比較参照）。

### バルバロらの訳
その後、カトリックでは1953年にサレジオ会のフェデリコ・バルバロ (Federico Barbaro) が口語で新約聖書を全訳、出版した。当初はラゲ訳を口語に置き換えただけという批判もあったが、1957年にその改訂版が刊行され、訳文も一新された。バルバロ訳はヴルガータを底本とし、ギリシャ語聖書も参照したとのことではあったが、実際には現代イタリア語訳などにも少なからず依拠したものだったと言われる。
さらに神父アロイジオ・デルコル (Aloysio Del Col) との共訳で旧約聖書を翻訳し（創世の書からネヘミア書までがデルコル、残りがバルバロ）、1964年にドン・ボスコ社から『旧約・新約聖書』を刊行した。これはカトリックによる初の旧約・新約聖書の全訳であり、プロテスタント系の聖書が含んでいなかった第二正典を含む全訳という意味でも初めてのものである。さらにバルバロは旧約のデルコルの担当部分を改訳し、バルバロ単独名義で『聖書』（講談社、1980年）を出版した。バルバロは『新約聖書』を1975年に講談社からも出すに当たって改訂していたが、上記の1980年版はそれ以前の訳に基づき、漢字・かな表記などを修正したものだという。ただし、バルバロ訳には名訳といえる箇所が散見される反面、平明さがかえって格調を保つことに差し支えている箇所もあり、また底本の問題から学術的には高く評価しがたい。

### フランシスコ会訳
バルバロ訳に対し、聖書翻訳で評価の高いフランス語のエルサレム聖書に範をとって、フランシスコ会聖書研究所が『聖書 原文校訂による口語訳』として分冊聖書を刊行した。もともと同研究所は、1955年に、当時まだ存在していなかったカトリック信徒向けの日本語による聖書全訳のために、駐日教皇大使マキシミリアン・ド・フルステンベルグ大司教がフランシスコ会極東総長代理に要請したことで設立されたものであり、翻訳作業は翌年から開始された。そして、1958年に最初の分冊『創世記』が刊行され、1978年に新約が、2002年に旧約が完成した。
1979年にその時点で全文書の翻訳を公刊していた新約聖書の合冊版が刊行された。この合冊版は聖書協会世界連盟の『ギリシャ語新約聖書』第3版を底本として訳文の修正が施されたものであったが、底本の修正版の刊行（1983年）を踏まえて、翌年改訂版が公刊された。そして旧約全分冊の完成を踏まえて、2011年8月15日（聖母被昇天の日）に、旧約・新約全37分冊が用語・文体の統一などの作業を経て合冊され（ただし、注などは簡略化）、『聖書 原文校訂による口語訳』（サンパウロ）として出版された（2013年にペーパーバック版が刊行）。底本とされているのは、旧約はビブリア・ヘブライカ・シュトゥットガルテンシア、第二正典がゲッティンゲン研究所の『七十人訳聖書』第4版、新約が聖書協会世界連盟の『ギリシャ語新約聖書』修正第3版である。これらは「フランシスコ会訳聖書」と呼ばれ、詳細な訳注と解説を備えた優れた翻訳とされており、プロテスタントの側からも、学ぶ部分があると評価する意見がある。後述する新共同訳聖書出現以前にカトリックで公認されていたのは、ラゲ訳、バルバロ訳、フランシスコ会訳の新約聖書合冊版（1979年）の3種であった。

### その他
この他に日本カトリック典礼委員会詩篇小委員会による詩篇のみの翻訳『ともに祈り、ともに歌う 詩篇 現代語訳』（1972年12月10日、あかし書房）が出版された。題名にもあるように「ともに祈り、ともに歌う」ことを意識し、共同訳翻訳委員を務めた高橋重幸、同実行委員を務めた寺西英夫、上智大学神学部教授だった土屋吉正の3人が翻訳に当たった。

## 共同訳から新共同訳へ

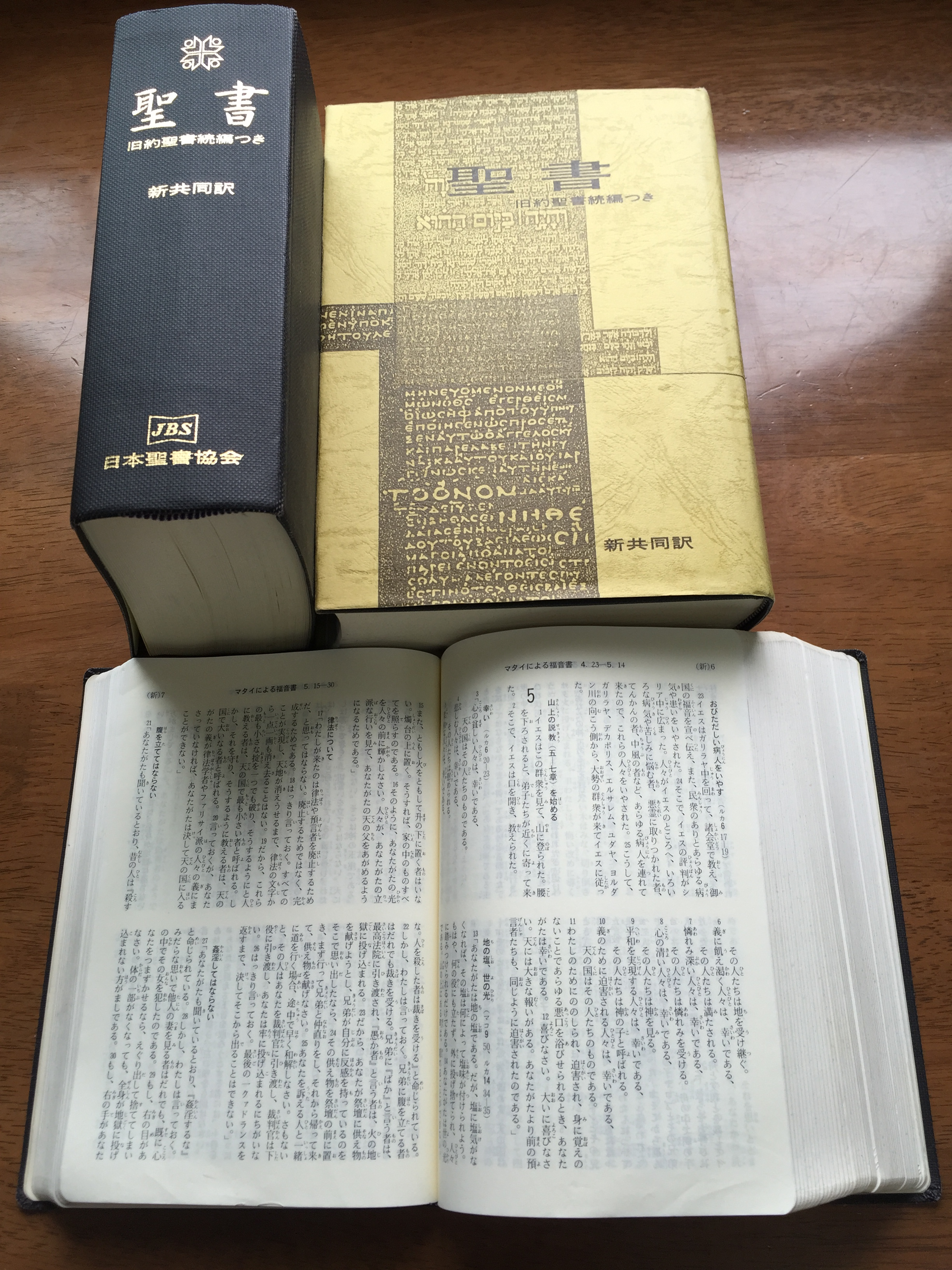
新共同訳聖書

カトリック教会が1962年 - 1965年の第2バチカン公会議でエキュメニズムの推進を打ち出し、プロテスタントと共同で聖書を翻訳することが望ましい旨が示された。これにより、各国で聖書の共同翻訳事業が開始されたが、日本においてもその動きが起こった。1965年には日本聖書協会翻訳部とフランシスコ会聖書研究所との会合で新しい翻訳に向けて検討する合意が成立し、翻訳セミナーの開催、検討委員会の答申など踏まえ、1970年に共同訳聖書実行委員会（カトリックとプロテスタントが同数）が第1回会合を持った。その下に各種委員会が編成され、翻訳に当たった専門家はカトリック11名、プロテスタント31名であった。訳語を調整したうえでの翻訳作業は1972年に開始され、ルカ福音書のみの分冊（『ルカスによる福音』）が1975年に出された後、1978年に『新約聖書 共同訳』が出版された。日本で単に共同訳といえば、普通はこの翻訳を指す。これは聖書協会世界連盟発行のギリシャ語聖書第2版から始まり、最終的に第3版を底本とした。
その翻訳においては、アメリカ聖書協会翻訳部長を務めた言語学者ユージン・ナイダ（ナイダー）が提唱した「動的等価」が重視された。翻訳に先行するセミナーでは、動的等価を取り入れた現代英語訳（TEV, 新約1966年、旧約1976年）の翻訳責任者であったロバート・ブラッチャーも講師として招かれていた。動的等価（ダイナミック・イクイバレンス）とは、形式的一致（フォーマル・コレスポンダンス）に対置される概念で、ナイダは単語と単語を対応させるのではなく、文化的差異などを踏まえて等しい意味になるように文そのものを置き換えるべきと主張したのである。現代訳聖書（後述）を個人訳した尾山令仁の喩えを借りると、Good morning を「良い朝」と訳すのが形式的一致、「おはよう」と訳すのが動的等価となる。この翻訳方針に基づいた共同訳は礼拝向けではなく、キリスト教になじみのない一般大衆に対し分かりやすい訳文を提供することに重心が置かれ、実際、読みやすくなったという好意的意見が寄せられた。その一方、厳しい意見も少なからず寄せられた。たとえば、共同訳では「義」という訳語を排して、文脈に応じて訳し分けられた。しかし、そのようなやり方は、本来キリスト教用語ではなかった「義」が、日本語訳聖書を通じてキリスト教的含意を持つようになってきた流れに逆行するものである上、他の登場箇所との関連性も分からなくなるとされた。同様に「こころの貧しいひとたち」（口語訳）を「ただ神により頼む人」と訳したことも改悪の例としてしばしば挙げられる。また、各派の固有名詞表記の揺れに対応するために、過度の原音主義を採り、「イエス」（またはイエズス、イイスス）を「イエスス」、「マタイ」を「マタイオス」とするなど、従来の慣用と多くの齟齬を生み出したことも批判を招いた。この結果、旧約聖書翻訳の完成を待たず、1983年には表記方針・翻訳方針の転換が行われ、旧約の翻訳と新約改訂は新たな方針に基づくことが決定された。
翻訳のやり直しに際しては、固有名詞の原音主義は原則にとどめて慣用表記を復活させたこと、動的等価に拘らないこと、教会での礼拝や典礼に用いることを考慮することなどが方針として確認されている。新約聖書の底本として聖書協会世界連盟発行の『ギリシャ語新約聖書（修正第三版）』、旧約聖書はドイツ聖書協会のヘブライ聖書（ビブリア・ヘブライカ・シュトゥットガルテンシア）（旧約続編はゲッティンゲン研究所の『ギリシャ語旧約聖書』）が採用された。旧約聖書のパイロット版として詩篇の抜粋（1983年）、ヨブ記・ルツ記・ヨナ書（いずれも1984年）が刊行され、1987年に旧約・新約聖書からなる『聖書 新共同訳』（単に「新共同訳」とも略される）が出版された。これには旧約聖書続編つきの版もある。続編部分は上述の日本聖公会訳に続くものだが、これは初の口語訳である。1987年は、明治訳の新約・旧約聖書が完成した年からちょうど100年目に当たる。
新共同訳は発売から6年ほどで100万部を超え、急速に普及した。カトリック教会はこれを公認しており、公式典礼でも新共同訳を用いることとなった。なお、前述のフランシスコ会訳は、新共同訳登場以後に合冊された聖書（2011年）、新約聖書（新版2012年）では、新共同訳にあわせて、イエズスをイエスとするなどの表記の統一が図られている。日本聖公会も新共同訳聖書を公認している。エキュメニズムの中で日本基督教団系の教会やルーテル教会なども新共同訳聖書を用いている。2005年の日本聖書協会の調査では、プロテスタント教会の61.5 %が使用している。2010年には新約のみと旧新約の総発行部数が1000万部を突破した。
このように広く受け入れられており、評価もされているが、批判もある。まずは共同訳の方針を転換したものの、その転換が不十分であり、共同訳の問題点が残存していると言われている。また、ナイダの理論に基づいて訳されているTEVや新英語聖書（NEB、新約1961年・旧約1970年)からの影響の強さも指摘されている。そして、田川建三や土岐健治はギリシャ語本文への忠実さの点で、新共同訳は全体として口語訳に劣ると評価している。また、固有名詞の表記については「イエズス」だったカトリックが譲歩して「イエス」となるなどしたが、教えに直結する箇所で新共同訳がフランシスコ会訳と一致している点を問題視する意見もある。
なお、新共同訳の作成では資金的な制約から1987年刊行を先延ばしにすることが許されない状況であったといい、検討委員による訳文検討のプロセスは、締め切りが近づくと簡略化されたという。その結果生まれた文体についても様々な意見がある。吉本隆明と小川国夫の対談では、旧約の翻訳に一定の評価がなされる一方で新約は酷評されており、リズムのなさ、平明な日本語と優れた日本語の両立に対する無頓着さ、かつてありえた暗記に適した文体とは程遠いことなどが述べられている（なお、小川は新共同訳の翻訳に携わった人物である）。逆に、田川は口語訳よりも読みやすくなった点があることは評価している。また、少なくとも詩篇については教会で読み上げるのにふさわしいものとなったとしばしば評価されている。

## 聖書協会共同訳
2018年12月10日に『聖書 聖書協会共同訳』が刊行された。協会名義を前面に出すのは、これが初めてのことになる。共同訳・新共同訳と同様にカトリック・プロテスタントが共同で手掛けたものであり、次世代の標準を目指して2010年から約7年間かけて翻訳した。ゼロからの翻訳であるが、固有名詞や書名は新共同訳に準拠しており、また、協会訳では初めてとなる全体への引照と注の付与が実施された。

## 正教会の聖書翻訳

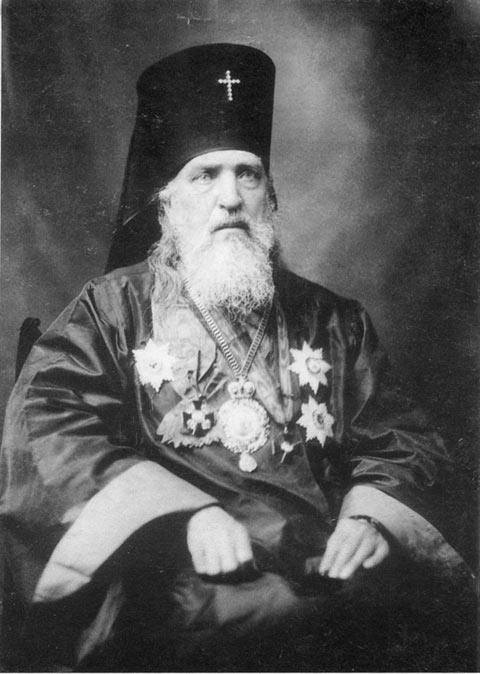
ニコライ

正教会からは1861年にニコライが日本での宣教を開始し、着実に信徒を増やしていた。その布教実績について、プロテスタント諸教会を上回っていたという評もある。しかし、祈祷書などを1877年ごろから刊行していたとはいえ、聖書翻訳についてはカトリック同様に立ち遅れ、漢訳聖書やプロテスタント刊行教書を用いて布教していた。
1880年代には詳細な注解書の翻訳も複数現れたものの、聖書については翻訳委員社中の『新約全書』訓点版を正教会式に固有名詞を読み替える形で使用するにとどまった。この正教会式の訓点本は1889年に公刊された。正教会初の聖書翻訳は1892年に現れた上田将訳『馬太伝聖福音』とされるが、これとは別にニコライと中井木菟麻呂はロシア語の聖書辞典をもとに和訳語の検討を重ね、1895年から1896年にかけて新約聖書を粗訳、その検討を経て1901年に『我主イイススハリストスノ 新約』を公刊した。一般にこれは日本正教会翻訳と位置づけられている。底本は教会スラヴ語、ギリシャ語、ロシア語の聖書とされ、2種の英訳聖書なども参照された。ニコライ自身の日記には、上田訳を参考にしたことも書かれているが、カトリック、プロテスタントの訳は意識的にであれ無意識的にであれ影響されることを嫌い、一切参照しなかったという。翻訳に際しては大槻文彦、落合直文、林甕臣ら国語学者の意見も仰ぎ、細部の文法にまで配慮がなされた。日本正教会では今日も奉神礼ではこの翻訳のみが使用される。なお正教会が礼拝（奉神礼）で用いる聖書は、誦読のために編纂・分冊された『福音経』『使徒経』の二冊で、これらは西方教会由来である章節の区切りを取らず、端とよばれる正教会に独自の区切り構造をもっている。
旧約部分についてもニコライは日本での活動初期から翻訳を始めており、1877年から1878年頃に石版印刷されたと考えられる『朝晩祈祷曁（および）聖体礼儀祭文』に収録された聖詠（詩篇）の抜粋は、日本語訳された詩篇の訳として最古の部類に属するとも指摘されている。聖詠は奉神礼で頻繁に使われるため『聖詠経』（1885年）として全訳されたが、他の部分については、各祈祷書の旧約朗読箇所の部分的な訳のみにとどまった。ニコライは没する直前まで祈祷書の翻訳をしていたが、旧約聖書の全訳は完成されないままとなった。なお、ロシア正教会では伝統的に七十人訳聖書の教会スラヴ語訳が重んじられており、1876年に聖務会院がロシア語訳 (Russian Synodal Bible) を作成した際にも、七十人訳の読みが取り込まれていた。ニコライは当初の祈祷書の翻訳では聖務会院訳を重視しており、『聖詠経』の翻訳に際してもそれを底本とし、北京宣教団訳『聖詠経』（漢訳）なども参照していた。しかし、晩年の翻訳では、七十人訳に回帰した読みも多くなっている。
日本正教会訳聖書では、固有名詞の表記が教会スラヴ語のロシア語風再建音に由来する表記を反映している。スラヴ系の転写を経ている上に、その教会スラヴ語の表記はコイネーの中世以降の読みを継承していた（他方、西方教会の表記は古典ギリシャ語再建音を主に継承した流れであった）ため、他の日本語訳聖書とは表記が大きく異なる結果を生んだ。たとえば、イエス・キリスト（中世以降のギリシャ語ではイイスス・フリストス）は「イイスス・ハリストス」、ヨハネ（同・イオアンニス）は「イオアン」等となる。
日本正教会訳聖書は、正教徒の高橋保行が「教派にかかわりなく使える、もっとも信憑性の高い聖書」と評しているのは勿論だが、明治のプロテスタント宣教師にさえも使徒言行録とヨハネによる福音書については「現在あるどの訳よりも格段に優れている」と評する者がいた。プロテスタントの藤原藤男のようにその文体をあまり評価していない者もいるが、現代の聖書事典などでは「端然荘重な文体」、「正確な訳文と言われる」等と紹介されている。他方で、この翻訳が難解なのは事実であり、1930年代には正教徒からも改訂の必要を訴える声は上がっていた。しかし、生前のニコライ自身は正教会の教えを正しく理解してもらうことによって信徒の理解を翻訳の方に引き上げるべきで、逆に民衆におもねって訳文の正確さを損ねることには反対であった。1930年代の論争でも、中井木菟麻呂はニコライが緻密に組み上げた訳文の一部だけを崩すことは困難である上、その荘重な文体も維持せねばならないため、改訳の必要に理解を示しつつも、安易な改訳には反対の意向を示していた。結果、今に至るまで日本正教会訳は当初のものが守られており、そうして長く受け継がれてきたこと自体も評価できるとする意見もある。

## その他の翻訳
聖書の日本語翻訳は、様々な組織と個人によって行われてきた。特定のキリスト教会で用いられるものもあれば、異教や新宗教の背景があるなどの理由により、主要な教会で用いられない翻訳もある。また、古典文学として捉えたり、学術的視点を強調したりした翻訳もある。たとえば、いのちのことば社の『新聖書辞典』では、個人訳増加の背景として「神学的理由」「多様化していく社会に対応するため」「キリスト教会以外の人々の古典としての聖書に対する興味の増大」「ことばの急激な変化」という4点が挙げられている。日本語訳聖書の数は非常に多く、部分訳、雑誌掲載分なども考慮に入れれば、全てを把握するのはきわめて困難である。ゆえに、以下の紹介にしても網羅的なものとはなりえない。なお、日本では聖書の各文書の注解書も多数刊行されており、それらに収録される訳文は注解者が独自に訳出するのが普通である。門脇 & 大柴 1983のようにそれらも聖書の翻訳としてリストアップする例はあるが、膨大になりすぎるため、ここでは取り上げない。
個人訳のうち、太平洋戦争前の全訳は新約聖書のみだが、永井直治訳『新契約聖書』（挺身舎、1928年）がある。これはステファヌス版のテクストゥス・レセプトゥス第3版を底本としており、既存の英訳、漢訳、和訳のいずれも参照しないでギリシャ語底本から直訳したことを特色とする。この永井の訳は日本人による初の全訳であり、内村鑑三からも「日本人として聖書の日本化の最初の試みをした」と高く評価されていた。他方、直訳であることを重視するあまり、訳文があまりにも硬直的で日本語として表現上の問題が多々あることを指摘する者たちもいる。ただし、ネストレ版の聖書校訂を退け、伝統的なテクストゥス・レセプトゥスを支持する一部の教会では、文語訳の代わりにこの永井訳が使用されていたという。
戦前には上沢謙二訳『子供聖書』上下巻（実業之日本社、1933年）もあった。これは、キリスト教童話作家の上沢謙二の子供向け聖書の試みの一つで、共観福音書のみを対象とした『子供聖書 うれしいおしらせ マタイ マルコ ルカ』（1929年）に続くものであった。1933年版の『子供聖書』は上巻に福音書、下巻に新約の残り全てが平易な言葉遣いで収録されている。
戦後になると、1952年にキリスト新聞社が日本聖書協会の口語訳より先に刊行した『新約聖書口語訳』がある。これは賀川豊彦の影響を受けた渡瀬主一郎と武藤富男の翻訳であった。田川建三はその語学的正確性には否定的だが、訳文の読みやすさは日本聖書協会の口語訳よりも評価している。
岩波文庫には無教会主義の翻訳が収められた（それらは岩波文庫に収められたために岩波文庫訳聖書と呼ばれることもある）。旧約聖書の担当は関根正雄（11分冊、1956年 - 1973年）、新約聖書の担当は塚本虎二（2分冊、1963年・1977年）であったが、いずれも一部の翻訳にとどまった。ただし、関根訳については『新訳 旧約聖書』（全4巻、教文館、1993年 - 1995年）として後に旧約全体が刊行された。木田献一はこの訳について、一個人で旧約全体の翻訳をなしとげた「空前絶後とも言うべき偉業」と讃えている。ただし、この翻訳は岩波文庫版に比べると注が大幅に簡略化されている。この点について田川は、翻訳そのものが傑出していることを認めつつも、版元の姿勢に疑問を呈している。他方、塚本訳についても、本人の没後、各所で発表されていた訳文（一部に遺稿が含まれる）が集められて『塚本虎二訳新約聖書』（新教出版社、2011年）が刊行された。これを手がけた塚本虎二訳新約聖書刊行会が「読む者に新たな感動と発見をもたらす福音の力が漲っている」と賞賛しているのは勿論だが、かつて『新聖書大辞典』でも「親しみやすい生き生きとした洗練された日本文」と評価されていた。塚本の翻訳では、通常の福音書の配列とはマタイ、マルコの順が逆になっており、マルコ、マタイ、ルカ、ヨハネとなっている。これは二資料仮説に基づく成立順を考慮したもので、この方がマルコ福音書の良さを見出しやすいなど利点があるとした。また、直訳した本文と敷衍した加筆部分とで文字のサイズを変えていることにも特色があり、訳文の中での区別を付けやすいように配慮されている（#マタイ福音書の比較参照）。ただし、文字サイズに顕著な差がないため、両者を見分けづらいという苦情もある。
岩波書店からは文庫版と別に、佐藤研、荒井献らの新約聖書学者、関根清三、月本昭男らの旧約聖書学者が各文書を分担翻訳した新旧約聖書が出版されている。各文書は個人訳であり、訳者は明記されているが、全体としての名義はそれぞれ新約聖書翻訳委員会、旧約聖書翻訳委員会となっている（岩波委員会訳聖書あるいは単に岩波訳聖書と呼ばれている）。新約聖書は5分冊（1995年 - 1996年）、旧約聖書は15分冊（1997年 - 2004年）で、新約の合冊版は2004年に、旧約の合冊版（全4巻）は2004年から2005年に刊行された。岩波委員会訳が自ら標榜している特色は、歴史的・批判的観点を取り入れた原典への忠実さや、特定の教派に偏らない不偏性などにある。自らも参加した大貫隆は、岩波委員会訳を学術的に重要なものとして挙げ、聖書の自主研究をする者や初めての読者に適した翻訳として薦めている。また、外部でも学術的な註の多さなどを評価する声がある。しかし、この翻訳についても批判は見られ、例えば土岐健治は使徒言行録の訳を取り上げ、その誤訳箇所を指摘している。田川も、訳者による力量差が大きいことや、分冊版と合冊版で10年と経たずに訳文が違ってしまっている箇所が多いことなどを批判している。なお、川村輝典は小林稔が担当したヘブライ人への手紙の訳を優れた訳と評価しつつも一点疑問を呈していたが、これについては後に小林自身が勇み足であったことを認めている。小林はまた、担当したヨハネ福音書で、従来「あった」等と訳されることが多かった箇所を「いた」と訳した点（#ヨハネ福音書の比較参照）に批判が集まったことを挙げ、自身の翻訳意図を説明している。なお、新約聖書翻訳委員会に名を連ねていた荒井や大貫は、外典に含まれる『ナグ・ハマディ文書』52文書中34文書の翻訳も岩波書店から刊行している（全4巻、1997年 - 1998年）。後に、新約聖書の合冊版については『改訂新版』が刊行された（2023年11月）。
中央公論社の「世界の名著」にも『聖書』は収録された（世界の名著12、1968年）。旧約部分は中沢洽樹、新約部分は前田護郎が担当したが、いずれも特定の文書のみの抄訳である。このうち、前田訳については、生前に完成させていた全訳を本人の没後、新井明、月本昭男が校正などを手がける形で刊行された（『新約聖書』中央公論社、1983年）。簡潔な訳文といくぶん保守的傾向の傍注を備えており、田川建三のように前田訳を「あまり良い訳ではない」とする意見がある一方で、一般向けの親しみやすさを高く評価する声がある。また、加藤常昭は新共同訳を使っているとしつつも、個人訳の中では前田訳を愛用しているという。中沢訳の完全版は刊行されていないが、世界の名著に収められた部分訳だけでも評価されている。
共同訳聖書の注付きやバルバロ訳を刊行した講談社からは「敷衍訳」をうたった『聖書の世界』（全6巻。別巻全4巻、1970年 - 1974年）が刊行された。これは関根正雄らの日本聖書学研究所による訳で、自身も参加した田川建三は、佐竹明担当のパウロ書簡のような有用な箇所はあったとしつつも、全体としての意義は否定的に述べている。外部からも、敷衍の度合いが小さい佐竹訳などを評価する一方、八木誠一によるヨハネ福音書の訳などを敷衍の量が多すぎて訳というよりも注解になっているとする指摘が出ている。このシリーズは別巻で外典および使徒教父文書についても扱っている。いずれも後に講談社文芸文庫に再録されたが、外典については同じ日本聖書学研究所の編訳による『聖書外典偽典』（全7巻・補遺2巻、1975年 - 1982年、教文館）の方がほぼ全訳であり、有用性の面で上回る。日本聖書学研究所は死海文書中の重要な文書の訳も刊行している（『死海文書』山本書店、1966年）。
新教出版社は創立40周年記念出版として柳生直行訳を刊行している（『新約聖書』、1985年）。柳生自身は意訳も交えつつ、前出の丸谷の口語訳への批判を踏まえ、それに応えるような日本語として「読める」聖書の翻訳を目指したと述べていた（訳例は#マタイ福音書の比較参照）。加藤常昭は、塚本訳とともにこの柳生訳について「けっこう面白い」と評している。
田川建三は2007年から『新約聖書 訳と註』（作品社、2007年 - 2017年）の刊行を始めた（7巻8冊）。田川は、既存の翻訳（主として口語訳と新共同訳）と異なる訳し方をした点について丁寧に説明し、その他の論点も含めた膨大な訳注を付けており、その注の多さは日本語訳聖書の中でも特筆される。辻学はパウロ書簡の分析に際し、自身の見解と異なる場合も含め、田川訳の訳し方や注が参考になったと述べている。他方、上村静は田川訳の注に対して、その詳細さだけでなく、冗舌さについても指摘しており、その文体は好悪が分かれる。
聖職者による個人訳としては、牧師尾山令仁による『聖書 現代訳』（1983年。2004年までに改訂10版。2020年に「改訂新版」。これが尾山の存命中に出版された最後の版となった。）がある。尾山は『現代人の聖書 新約』（1978年）として、まず新約聖書だけの翻訳を刊行し、続いて旧約・新約の全訳である現代訳聖書を刊行した。新約だけや旧約だけの個人による全訳は他にもあるが、新約・旧約全体を個人で訳出した尾山訳は異例の部類に属し、日本人では初であった。尾山はユージン・ナイダの翻訳理論（動的等価）を踏まえつつ、ノンクリスチャンにとっても読みやすいように平易な訳文を心がけたとしている。尾山は原語に忠実ということに拘るよりも、聖書の明瞭性を読むだけで理解できるようにすべきという観点で翻訳をしたという（その敷衍の例は#マタイ福音書の比較を参照のこと）。これについては「自由な敷衍版といった性格が強い」とも言われている。聖書キリスト教会では礼拝にこの聖書を用いている。また、超教派の集まりであるINTERNATIONAL VIP CLUBでも尾山訳を使用している。なお、現代訳聖書からは、「神」という訳語を「創造主」に置き換えた『創造主訳聖書』（2013年）も派生している。
聖書の無料頒布をしている日本国際ギデオン協会は、従来の聖書の頒布に加えて『ニューバイブル』（2006年）として牧師泉田昭の個人訳を配布するようになった。土戸清はその訳文について、特に非キリスト教徒に配布される翻訳としての適切性を疑問視している。なお、『ニューバイブル』には和文のみの版と英和対照版があるが、英文についてはどの訳を使用したのか、冊子中に明記されていない。
カトリックの聖職者本田哲郎は翻訳者として新共同訳聖書とフランシスコ会訳聖書双方に携わったが、釜ヶ崎の日雇労働者たちとの交流から、従来の翻訳は「小さくされた人々」には通じないものであったと悟り、『小さくされた人々のための福音』（四福音書と使徒言行録、分冊で、後に合冊。新世社、1997年 - 2001年）を刊行、続いてパウロ書簡の翻訳も刊行している（訳例は#マタイ福音書の比較参照）。
上記のほか、21世紀に刊行された聖書のうち、新約聖書の全訳を含むものとしては、牧師山岸登の『エマオ出版訳 新約聖書』（エマオ出版、2008年）、池田博『新約聖書 新和訳』（幻冬舎ルネッサンス、2007年）がある。

### 外国語訳からの重訳
ここで取り上げるのは、翻訳に際して外国語訳も参照したという意味ではなく、外国語訳聖書自体を重訳した日本語訳聖書である。
古代ラテン語訳のヴルガータからの訳には、上述のようにカトリックの訳がいくつかあった。また、古代ギリシャ語による旧約聖書の翻訳七十人訳聖書は、秦剛平の翻訳が出版されている。『モーセ五書』（5分冊）（河出書房新社、2002年 - 2003年）は後に講談社学術文庫から１巻本として新編版が刊行された（2017年）。残りの各書は出版社を変えて全16冊が刊行された（青土社、2016年-2023年、完結）。詳細は七十人訳聖書#秦剛平訳を参照。
しかし、そうした古代訳以外に現代英語・フランス語訳などからの重訳も複数存在している。まず、1950年代前半には元首相の片山哲が『ショートバイブル新約篇』『ショートバイブル旧約篇』（巌松堂書店、1953年・1954年）を刊行している。これらは英語の抜粋版からの重訳ではあるが、一応聖書の翻訳に挙げられている。特徴的な点として、推測される執筆順に配列されている点が挙げられる。すなわち、新約聖書は福音書ではなく、より古いと考えられるテサロニケ前・後書から始まっている。また、抄訳という性質上、新約のユダ書や旧約のマラキ書など、一部文書は完全に割愛されている。
新約聖書の完訳ならば、詳訳聖書刊行会による『詳訳聖書』（いのちのことば社、1962年）がある。これは英語のAmplified New Testament の日本語訳である。原書は27種の英訳聖書などを比較して訳の候補を示したものであり、日本語訳でも様々な訳の候補が注記されている。
いのちのことば社からは『リビングバイブル』の日本語版も刊行されている。この聖書の原書（英語）はアメリカ標準訳聖書 (ASV) を元に平易な英語へと意訳されたもので、1971年に刊行されたあと、1974年にはアメリカにおける年間聖書売り上げの46 %を占めるに至ったという。日本語版でも原書の方針を踏襲しつつ、福音主義に基づく平易な訳文を提供している。出版前に様々な年齢や学歴の約500人から意見を聴取するなど、分かりやすい訳文を提供するための努力が重ねられたという。新約は1975年に刊行され、旧約も含めたものは1978年に刊行された。その後も改訂版が刊行されている。
また、地元にあって合一である立場に立つ教会の日本福音書房は『回復訳聖書』の日本語版を刊行している。エホバの証人も独自翻訳である『新世界訳聖書』（1983年）を出版している。
前述のように聖書関連書を多く出していた講談社からは、『図説大聖書』（全7巻、1981年）が刊行されている。これはアシェット社の La Bible にもとづき、日本のカトリック、プロテスタント双方から20人以上の訳者が関わったもので、高橋虔は「事実上の共同訳」と位置づけている。
英語の改訂標準訳聖書をさらに改訂した新改訂標準訳聖書 (NRSV) は男女差別に配慮して訳語が選択された英語訳聖書であるが、その翻案であるヴィクター・ローランド・ゴールドらのThe New Testament and Psalms:An Inclusive Versionを和訳したのが『新約聖書・詩編 英語・日本語―聖書から差別表現をなくす試行版』（DHC、1999年）である。
なお、前述のように英和「対照」版もいくつかの聖書で刊行されているが、それらは「対訳」ではない。ギリシャ語底本との対訳版としては、岩隈直訳注『希和対訳脚注つき新約聖書』（山本書店、全13巻19冊、1973年 - 1990年）が存在している。これは、タスカー (R. V. G. Tasker) 校訂によるギリシャ語テクストに基づいており、他の多くの日本語訳聖書で底本とされているネストレ・アーラントとは系統が異なる。岩隈の没後、山本書店編集部によって四福音書の訳のみを1冊にまとめた『福音書』（1998年）が刊行された。

### 方言による訳
聖書の日本語訳には、現代日本のいわゆる標準語以外の翻訳も存在する。方言で作成することを企図したものではないものの、鎖国中のプロテスタントによる訳は、上述のように限られた漂流民の協力によって成り立っていたため、その出身地の言葉が混じっていると指摘されている。実質的に最古の日本語訳とされるギュツラフの『約翰福音之伝』にしても、協力者音吉らの南知多方言の反映が指摘されている。
また、ベッテルハイムが日本伝道の第一歩として、一部の福音書・パウロ書簡や『使徒言行録』の琉球語訳を刊行したことと、それが日本本土での布教に活用できないと判断されて中断したことは上で触れたとおりである。
さらに、日本語の方言とはいえないものの、日本国内の言語ということでは、明治時代に聖公会のジョン・バチェラー (John Bachelor, CMS) がアイヌ語訳を刊行している。アイヌへの伝道に強い熱意を持っていたバチェラーは、1878年からアイヌの集落でその言葉を学び、1889年に『蝦（か）英和対訳辞書及文法』を公刊し、同じ年から聖書のアイヌ語訳を分冊で刊行し始めた。祈祷書に含まれた旧約聖書の詩篇に至っては、韻文でのアイヌ語訳がなされている。また、彼は少なくとも新約聖書については全訳を完成させ、聖書協会委員会から『Chikoro Utarapa ve YESU KIRISTO Ashiri Aeuaknup OMA KAMBI. The New Testament of our Lord and Saviour Jesus Christ in Ainu』の題で1897年に刊行した。これは1981年に日本聖書協会から再版されたことがある。
現代の方言による翻訳例には、山浦玄嗣による『ケセン語訳新約聖書』（福音書のみの4分冊。イー・ピックス出版、2002年 - 2003年）がある。これは岩手県の気仙方言によるもので、NHKのこころの時代でとりあげられたことで地元の小さな出版社から出た本としては大反響を呼んだという。山浦は当時のローマ教皇ヨハネ・パウロ2世に手紙を送り、後に直々に献上する機会を得た。さらに山浦は『ガリラヤのイェシュー 日本語訳新約聖書四福音書』（イー・ピックス出版、2011年）にて、ガリラヤ、エルサレム、ローマなどの出身や立場に応じてケセン語以外に京言葉、大阪弁、津軽弁などを使い分けた翻訳を試みている。これは著者の自宅や版元が東日本大震災で被災した直後に刊行されたものであり、2012年の「キリスト教本屋大賞」を受賞した。山浦の方言訳については「単なる翻訳の領域を超えた新しい文化的価値を持つもの」として評価する声がある。その一方、ケセン語訳のもつ独特の味わい深さを評価しつつも、山浦の観点に基づいたイエス像を押し付けている可能性を指摘する声もある。
方言による翻訳の例には、他にも大阪弁に翻訳された『コテコテ大阪弁訳「聖書」』（ナニワ太郎&大阪弁訳聖書推進委員会、データハウス、2000年）もある。これは「マタイはんの福音書」のみを新共同訳聖書を参考にして大阪弁に「翻訳」したものである（ただし、第1章の系譜など一部省略）。この翻訳について、関西学院大学宗教主事の前川裕は好意的に言及している。また、日本聖書協会翻訳部の島先克臣も、こうしたケセン語訳や大阪弁訳について興味深い翻訳の例として言及している。

## 訳文の比較
上で見てきたように、聖書の日本語訳は、
- 外国人が日本人の助けを借りて翻訳するか、日本人自身が翻訳するか。
- 教会で朗読することに重点を置くか、学問的正確性に重点を置くか。
- 意訳や敷衍を大胆に用いるか、意味の分かりづらい箇所でも可能な限り直訳するか。

など、様々な翻訳環境や方針の違いが見られた。この節では、それらの条件や方針の比較対照のため、いくつかの訳からヨハネによる福音書の冒頭と、マタイによる福音書でもしばしば問題になった「心の貧しいもの」と「義」についての訳文を比較する。

### ヨハネ福音書の比較
この節では、ヨハネによる福音書第1章1節から2節ないし3節までを引用しておく。節番号は割愛した。また、ルビはカッコによって示したものがある。空白のあけ方、句点の打ち方などは出典の通り（後の校訂などを経たものを含むので、初出の通りとは限らない）。ロゴスは「かしこいもの」「言葉」「言霊」「御言葉」と翻訳されることが多いが、「論理」と訳されることはあまりない。
| 翻訳名                               | 訳文 |
| ------------------------------------ | --- |
| ギュツラフ訳（1837年）               | ハジマリニ カシコイモノゴザル、コノカシコイモノ ゴクラクトモニゴザル、コノカシコイモノワゴクラク。ハジマリニコノカシコイモノ ゴクラクトモニゴザル。ヒトワコトゴトク ミナツクル、ヒトツモ シゴトワツクラヌ、ヒトワツクラヌナラバ。                                                         |
| ウィリアムズ訳（写本1850年）         | ハジマリニカシコイモノゴザル コノカシコイモノ テンノツカサ トモニゴザル コノカシコイモノテンノツカサ ハジマリニカシコイモノ テンノツカサトモニゴザル ヒトワコトゴトクミナツクル ヒトツモシゴトワ ツクラヌ ヒトワツクラヌナラバ                                                            |
| ベッテルハイム訳（公刊1873年）       | はじめ に かし こい もの あり かし こい もの は 神 と ともに います かしこい ものは すなはち 神。この かしこいものははじめに神とともにいます。ばん もつ かしこい ものを もつて なされ たり すべて なされ たる ものは これを もつて なされず たり と いふ こと なし。                      |
| ヘボン、ブラウン訳（1872年）         | 元始（はじめ）に言霊（ことだま）あり言霊は神とともにあり言霊は神なり この言霊ははじめに神とともにあり よろづのものこれにてなれりなりしものはこれにあらでひとつとしてなりしものはなし |
| N・ブラウン訳（1879年）              | はじめに ことば あり、ことばは かみと ともに あり、ことばは すなはち かみ なり。これ はじめに かみと ともに ありし もの なり。あらゆる ものは これに よつて なれり。なりし ものは ひとつとして これに よらで なりし もの なし。                                                           |
| 明治元訳聖書（1880年）               | 太初（はじめ）に道（ことば）あり道（ことば）は神（かみ）と偕（とも）にあり道（ことば）は即ち神なり この道（ことば）は太初（はじめ）に神とともに在き 萬物（よろづのもの）これに由て造らる造られたる者に一（ひとつ）として之に由らで造られしは無（なし）                                    |
| スタイシェン、高橋五郎訳（1897年）   | 元始（げんし）に言霊（ことたま）ありき、言霊は神と偕に在りき、言霊は神なりき。是は元始に神と偕に有りき。万物（ばんもつ）は彼を以て造られき、造られたる物は何一つとして彼なしには造られざりき。                                                                                            |
| 日本正教会訳（1901年）               | 太初（ハジメ）ニ言（コトバ）有リ、言ハ神（カミ）ト共ニ在リ、言ハ即（スナハチ）神ナリ。是ノ言ハ太初ニ神ト共ニ在リ。萬物（バンブツ）ハ彼ニ由リテ造ラレタリ、凡ソ造ラレタル者ニハ、一（イツ）モ彼ニ由ラズシテ造ラレシハ無シ。                                                                |
| ラゲ訳（1910年）                     | 元始（はじめ）に御言（みことば）あり、御言（みことば）神の御許（おんもと）に在（あり）、御言は神にてありたり。是（これ）元始に神の御許に在たるものにして、萬物之に由りて成れり、成りしものゝ一（ひとつ）も、之に由らずして成りたるはあらず。                                              |
| 大正改訳聖書（1917年）               | 太初（はじめ）に言（ことば）あり、言は神と偕（とも）にあり、言は神なりき。この言は太初（はじめ）に神とともに在り、萬（よろづ）の物これに由りて成り、成りたる物に一つとして之によらで成りたるはなし。                                                                                      |
| 永井直治訳（1928年）                 | 初に言ありき、また言は神と偕にありき、また言は神なりき。此の者は初に神と偕にありき。すべての物、彼によりて剏（はじ）まれり、また剏まりたる物に、一つとして彼を離れて剏まりしはなし。 |
| 子供聖書（1933年、分冊1936年）       | 一番はじめに、お言（ことば）がありました。お言は神様とごいつしよでありました。お言は神様とおなじでありました。このお言は一番はじめに神様とごいつしよに居りまして どんなものでもそのおかげで出来ました。出来ましたものは何でもそのおかげです。そのおかげで出来ないものは一つもありません。 |
| 口語訳聖書（分冊1953年）             | 初めに言（ことば）があった。言は神と共にあった。言は神であった。この言は初めに神と共にあった。すべてのものは、これによってできた。できたもののうち、一つとしてこれによらないものはなかった。                                                                                              |
| 新改訳聖書（1965年）                 | 初めに、ことばがあった。ことばは神とともにあった。ことばは神であった。 この方は、初めに神とともにおられた。 すべてのものは、この方によって造られた。造られたもので、この方によらずにできたものは一つもない。                                                                              |
| 共同訳聖書（1978年）                 | 初めに〈御言葉〉（みことば）があった。〈御言葉〉は神とともにいた。〈御言葉〉は神であった。このかたは、初めに神とともにいた。神はこのかたによって万物を造った。造られたもので、このかたによらないで造られたものは何一つなかった。                                                          |
| バルバロ訳（1953年、講談社版1975年） | はじめに御言葉（みことば）があった。御言葉は神と共にあった。御言葉は神であった。御言葉ははじめに神と共にあり、万物は御言葉によって創られた。創られた物のうちに、一つとして御言葉によらず創られたものはない。                                                                              |
| 新共同訳聖書（1987年）               | 初めに言（ことば）があった。言は神と共にあった。言は神であった。この言は、初めに神と共にあった。万物は言によって成った。成ったもので、言によらず成ったものは何一つなかった。 |
| 岩波委員会訳（1995年）               | はじめに、ことばがいた。 ことばは、神のもとにいた。 ことばは、神であった。 この方は、はじめに神のもとにいた。 すべてのことは、彼を介して生じた。 彼をさしおいては、なに一つ生じなかった。                                                                                                 |
| ニューバイブル（2006年）             | 初めにことばがあり、ことばは神と共にあり、ことばは神であった。 ことばは初めに神と共にあった。 すべてはその方によって存在するようになった。その方によらないで存在しているものは何一つなかった。                                                                                            |
| 田川建三訳（2013年）                 | はじめにロゴスがあった。そしてロゴスは神のもとにあった。そして神であったのだ、ロゴスは。これははじめに神のところにあった。万物がそれによって生じた。そしてそれなしには何一つ生じなかった。                                                                                                |

### マタイ福音書の比較
マタイ福音書第5章3節・6節について比較する。比較対象は協会訳のほか、初期の主な翻訳でヨハネ福音書による比較が出来ないものや、現代の敷衍訳、特定の視座を重視する訳、方言訳などである。なお、3節は出だしに鍵括弧の開始（「 ）が付いている場合があるが、引用に際しては一律に省いた。また、改行は無視した。古典ギリシア語原文では文頭に「幸い、」としか記されていないが、日本語では明治初期から様々な意訳がなされてきた。
| 翻訳名                               | 訳文（上段が3節、下段が6節） |
| ------------------------------------ | --- |
| バレト写本（1591年）                 | スピリトの貧者は天の国を持つによってベアトなり。                                                                                       |
| バレト写本（1591年）                 | ジュスチイサの飢渇を忍ぶ者は活計をもって養ひ給ふべければ、ベアトなり                                                                   |
| ウィリアムズ訳（写本1850年）         | ヒンナ コヽロノ ヒトビトワ テンノクニヲ モトメラルナリ                                                                                 |
| ウィリアムズ訳（写本1850年）         | ハナハダ 義ニ シタガウコトヲ ヒモジイカワキ アル ヒトワ メデタクアリ コレ ソノ ヒトワ 萬服 アリ                                        |
| ベッテルハイム訳（草稿、1850年代）   | コヽロ ムナシクスル モノハ サイワイ アリ、ヨツテ テンゴクハ イマシ ソノ ヱル トコロ ナリ                                               |
| ベッテルハイム訳（草稿、1850年代）   | 饑渇（キカツ）スルガゴトクニ 義（ギ）ヲ シタフ モノハ サイワイ アリ、ヨツテ マサニ アクコトヲ エントス                                 |
| S・R・ブラウン訳（1863年ごろ）       | 心のうちまづしき物は福ひなりそれその人の国（は天国）なり                                                                               |
| S・R・ブラウン訳（1863年ごろ）       | うへかわく如く義をしたふ物は福ひなりそれ其の人はあかさるものなり                                                                       |
| ゴーブル訳（1871年）                 | それ こゝろに まづしき ものは さいわい じや けだし てんの こせいじ そか ひとの もの なり                                               |
| ゴーブル訳（1871年）                 | ぎを したい うゑ かつゑる ものは さいわい じや けだし その ひと みちませう                                                             |
| N・ブラウン訳（1879年）              | こゝろ へりくだる ものは さいはひ なり、これ てんの みくには かれらの もの なれば なり                                                 |
| N・ブラウン訳（1879年）              | たゞしきを したふて うゑ かはく ものは さいはひ なり、その ひとは みてらる べきに よつて なり                                          |
| 明治元訳（1880年）                   | 心の貧しき者は福（さいはひ）なり天國は即ち其人の者なれば也                                                                             |
| 明治元訳（1880年）                   | 饑渇（うゑかわく）ごとく義を慕者（したふもの）は福（さいはひ）なり其人は飽（あく）ことを得べければ也                                   |
| ラゲ訳（1910年）                     | 福（さいはひ）なるかな心の貧しき人、天国は彼等の有（もの）なればなり。                                                                 |
| ラゲ訳（1910年）                     | 福なるかな義に飢渇く人、彼等は飽かさるべければなり。                                                                                   |
| 大正改訳（1917年）                   | 幸福（さいはひ）なるかな、心の貧しき者。天國はその人のものなり。                                                                       |
| 大正改訳（1917年）                   | 幸福（さいはひ）なるかな、義に飢ゑ渇く者。その人は飽くことを得ん。                                                                     |
| 口語訳（2分冊版1953年）              | こころの貧しい人たちは、さいわいである。天国は彼らのものである。                                                                       |
| 口語訳（2分冊版1953年）              | 義に飢えかわいている人たちは、さいわいである。彼らは飽き足りるようになる。                                                             |
| キリスト新聞社版口語訳（1952年）     | 靈の貧しい人々は幸（さいわい）である、天國はその人たちのものである。                                                                   |
| キリスト新聞社版口語訳（1952年）     | 義（ただ）しいことに飢えている人々、渇いている人々は幸（さいわい）である。その人たちは滿たされるであろう。                             |
| 塚本虎二訳（1963年）                 | ああ幸いだ、神に寄りすがる“貧しい人たち、”天の国はその人たちのものとなるのだから。                                                     |
| 塚本虎二訳（1963年）                 | ああ幸いだ、神の義に飢え渇いている人たち、かの日に満足させられるのはその人たちだから。                                                 |
| フランシスコ会訳（1966年）           | 自分の貧しさを知る人は幸いである、天の国はかれらのものだからである。                                                                   |
| フランシスコ会訳（1966年）           | 義に飢えかわく人は幸いである、かれらは満たされるであろう。                                                                             |
| 共同訳（1978年）                     | ただ神により頼む人々は、幸いだ。天の国はその人たちのものだから。                                                                       |
| 共同訳（1978年）                     | 御心にかなう生活に飢え渇いている人々は、幸いだ。神が満たしてくださるから。                                                             |
| リビングバイブル（1975年）           | 自分の貧しさを知る謙そんな人は幸福です。天国はそういう人に与えられるからです。                                                         |
| リビングバイブル（1975年）           | 神様の前に、正しく良い者になりたいと心から願っている人は幸福です。そういう人の願いは完全にかなえられるからです。                       |
| 前田護郎訳（1983年）                 | さいわいなのは霊に貧しい人々、天国は彼らのものだから。                                                                                 |
| 前田護郎訳（1983年）                 | さいわいなのは義に飢え渇く人々、彼らは満ち足らわされようから。                                                                         |
| 柳生直行訳（1985年）                 | 神によろこばれるほんとうに幸福な人は、だれだと思うか。ほんとうに幸福な人、それは自我を捨てた人たちである。天国は彼らのためにあるのだ。 |
| 柳生直行訳（1985年）                 | ほんとうに幸福な人、それは飢えかわくように神との正しい関係を求める人たちである。                                                       |
| 新共同訳（1987年）                   | 心の貧しい人々は、幸いである、天の国はその人たちのものである。                                                                         |
| 新共同訳（1987年）                   | 義に飢え渇く人々は、幸いである、その人たちは満たされる。                                                                               |
| 本田哲郎訳（1997年）                 | 心底貧しい人たちは、神からの力がある。天の国はその人たちのものである。                                                                 |
| 本田哲郎訳（1997年）                 | 正しい道に飢え渇いている人は、神からの力がある。その人は満たされる。                                                                   |
| コテコテ大阪弁訳（2000年）           | 心の貧乏なもんは幸せなんやで、神はんの国はそん人らのもんやさかい。。                                                                   |
| コテコテ大阪弁訳（2000年）           | 義で喉がえろう乾くもんは幸いなんや、そん人らは満足するからや。                                                                         |
| ケセン語訳（2002年）                 | 頼りなぐ、望みなぐ、心（こゴろ）細い人ァ幸せだ。神さまの懐（ふとゴろ）に抱（だ）がさんのァその人達（ひだち）だ。                       |
| ケセン語訳（2002年）                 | 施（ほどゴ）しにあだづぎそごねで、腹ァ減って、咽ァ渇（かゑ）ァでる人ァ幸せだ。満腹（くッち）ぐなるまで食（く）ァせらィる。             |
| 尾山令仁訳（初版1983年、10版2004年） | ああ、なんと幸いなことでしょう、心のへりくだっている人たち。神様が、その人たちに御国（みくに）を下さっています。                       |
| 尾山令仁訳（初版1983年、10版2004年） | ああ、なんと幸いなことでしょう、御心（みこころ）を飢え渇くように求める人たち。神様が、その人たちの心を満たしてくださいます。           |